# Llac Morii
El Llac Morii (en romanès Lacul Morii) és el llac més gran de Bucarest, amb una superfície de 246 ha (610 acres). El llac té aproximadament 6 km (3.7 mi) del centre de Bucarest (Piața Unirii) i es troba entre el barri de la Universitat Politècnica de Bucarest a l'est, els districtes de Crângași i Giulești al nord i el districte de Militari al sud.
El llac és un embassament creat el 1986 principalment per protegir la ciutat contra les inundacions. També és una zona d'esbarjo. El lacul Morii proporciona un cabal constant al riu Dâmboviţa a la ciutat. El llac va ser construït per una presa 15 m d'alçada, amb un cos central de formigó i preses de terra esteses longitudinalment amb una longitud total de 7 km (4.3 mi). El volum del llac és de 14.7×106 m3 (1.92×107 cu yd), amb una porció de mitigació d'inundacions d'1.6×106 m3 (2.1×106 cu yd) més enllà de la retenció normal. Per mitigar les inundacions, es pot augmentar el volum del llac quan es preveu una inundació. Fer un llac a prop d'una zona urbana va requerir la desactivació dels usos existents, inclosa la demolició d'una església. Al sud de Lacul Morii hi ha una petita península.

## Illa dels Àngels
A la part nord del llac es troba Illa dels Àngels (Insula Îngerilor), l'única illa de Bucarest. A l'illa, els voluntaris van plantar 475 arbres el 2011. A l'illa s'han organitzat diversos concerts de gran música.
El llac s'utilitza com a zona d'esbarjo i hi ha concursos i espectacles d'esports nàutics i nàutics, inclosos espectacles aeris. El festival de música en viu Coke i altres concerts es van organitzar a la zona de Lacul Morii. El windsurf és molt popular a Lacul Morii; hi ha cursos de windsurf al llac, encara que l'esquí aquàtic, l'esquí d'esquí i altres esports aquàtics també són populars.
El llac és esmentat al poema "Pe Lacul Morii" d'Ana Blandiana.

## Projectes pel Lacul Morii
Hi ha projectes per convertir Lacul Morii en una destinació de viatge. També hi ha projectes per convertir la zona de Lacul Morii en una moderna zona residencial, comercial i de negocis. Un altre projecte és un túnel autopista que unirà Lacul Morii i el proper llac Dâmbovița amb Centrul Civic, la plaça Unirii i l'autopista A1.

## Galeria d'imatges

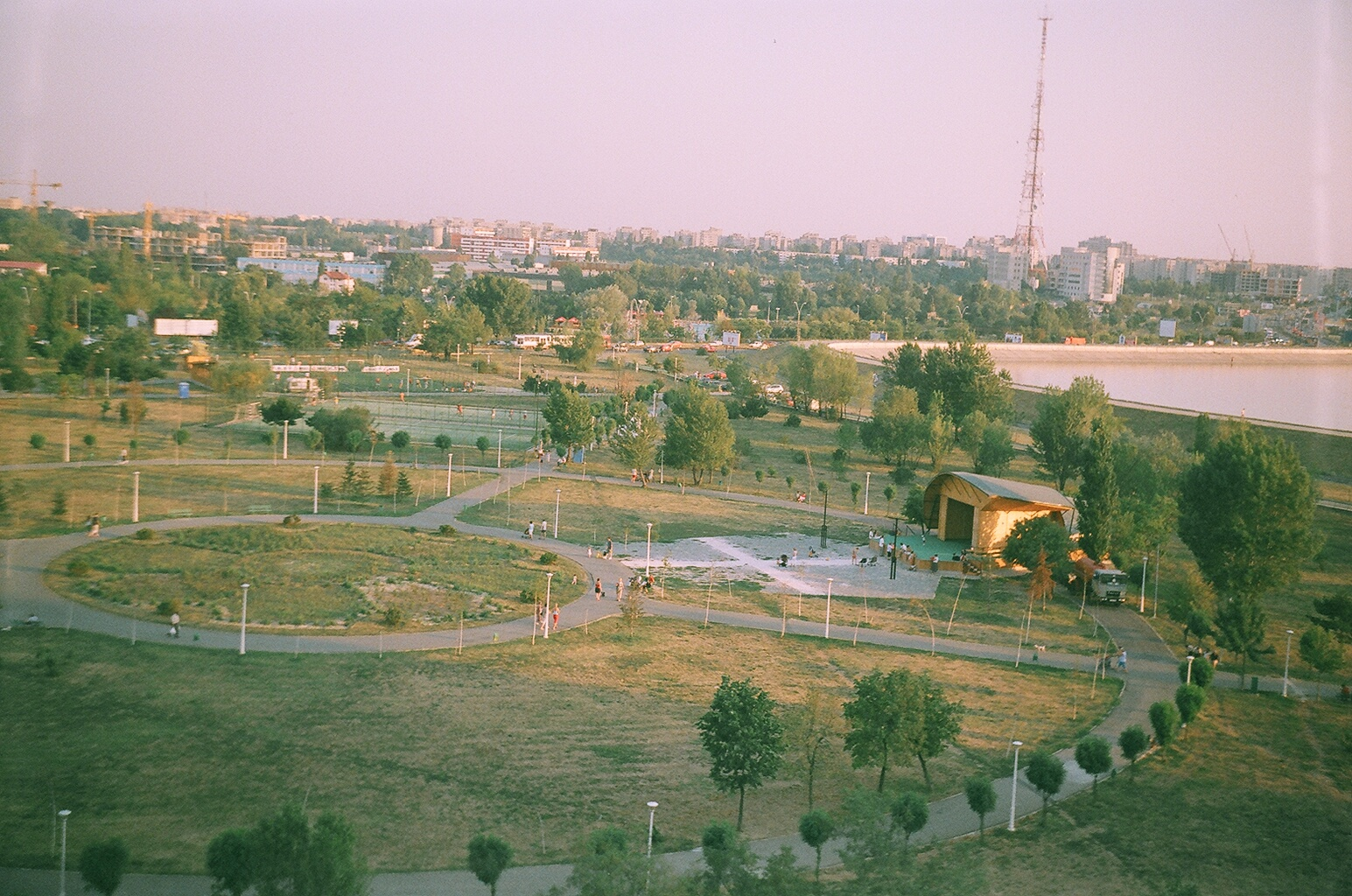
Lacul Morii i Parc Crângași (2007)